# (3177) Chillicothe
(3177) Chillicothe (1934 AK; 1937 VC; 1952 HC; 1967 UL; 1971 TG1; 1984 US) ist ein ungefähr 15 Kilometer großer Asteroid des mittleren Hauptgürtels, der am 8. Januar 1934 vom US-amerikanischen Astronomen Henry Lee Giclas am Lowell-Observatorium in der Nähe von Flagstaff, Arizona (IAU-Code 690) entdeckt wurde.

## Benennung
(3177) Chillicothe wurde 1996 nach der Stadt Chillicothe (Ross County) im US-Bundesstaat Ohio anlässlich ihres 200-jährigen Bestehens seit der Gründung von Colonel Nathaniel Massie im Jahr 1796 benannt. Die Stadt liegt im Süden Ohios am Zusammenfluss von Scioto River und Paint Creek, der Name Chillicothe leitet sich wiederum vom indianischen Wort der Shawnee ab, das „Hauptstadt“ bedeutet. Vor ungefähr 2000 Jahren wurde das Gebiet von den Shawnee und der Adena-Kultur besiedelt. Chillicothe diente als Hauptstadt des östlichen Teils des Nordwestterritoriums und war von 1803 bis 1816 die erste Hauptstadt Ohios. Die Benennung wurde von Fred N. Bowman vorgeschlagen, der die Bahnparameter des Asteroiden errechnete und ungefähr 20 Meilen südwestlich von Cillicothe lebt.